# Шиманто
 Шиманто  (јап. 四万十市) град је у Јапану у префектури Кочи. Према попису становништва из априла 2011. у граду је живело 35.968 становника.

## Становништво
Према подацима са пописа, у граду је 2011. године живело 35.968 становника.
| 1995.  | 2000.  | 2005.  |
| ------ | ------ | ------ |
| 38.991 | 38.784 | 37.917 |